# Baz Luhrmann
Baz Luhrmann (n. Mark Anthony Luhrmann; n. 17 septembrie 1962, Sydney, Noul Wales de Sud, Australia) este un regizor, scenarist, scriitor și producător australian de film, operă și muzică. 
Fiind un realizator complex, ceea ce este cunoscut sub sintagma de „autor total”, Baz Luhrmann este profund implicat în realizarea filmelor, dar și a spectacolelor de operă pe care le realizează. Astfel, regizează, scrie scenariile propriilor sale filme și este implicat în producerea, scrierea și alegerea muzicii folosite. Colaborează frecvent cu soția sa Catherine Martin, designer de costume și de decoruri.
Printre filmele sale de autor total cele mai cunoscute se numără și Romeo + Julieta (1996), Moulin Rouge! (2001) și Marele Gatsby (2013).